# Clement Spiette
Clement Eugène George Spiette (Romford, 24 september 1916 - Deurne, 21 november 1989) was een Belgische kajakker.

## Levensloop
Spiette haalde in 1936, 1937 en 1938 de eerste plaats in de K-2 10000 m op het Belgisch Kampioenschap. Hij nam deel aan de Olympische Spelen van 1936 waar hij samen met zijn partner Charles Brahm de negende plaats behaalde in de K-2 10000 m.